# The Best of Brandy
The Best of Brandy é a primeira coletânea de grandes êxitos da cantora americana Brandy. Foi lançada em 28 de março de 2005 pela Atlantic Records, completando o contrato com ela havia assinado com a gravadora em 1994. O álbum compreende quase todos os singles lançados por Norwood entre 1994–2004, compilando seus quatro primeiros álbuns de estúdio Brandy (1994), Never Say Never (1998), Full Moon (2002) e Afrodisiac (2004), assim como faixas com os quais ela contribuiu para trilhas sonoras de filmes como Falando de Amor (1995) e Até as Últimas Consequências (1996). Ao passo que não contém nenhum material original, a coletânea incluiu faixas raras como um cover gravado em 1995 da canção "Rock with You" de Michael Jackson, uma nova versão de seu cover de "Another Day in Paradise" e um remix de "U Don't Know Me (Like U Used To)".
The Best of Brandy recebeu críticas geralmente favoráveis dos críticos musicais, os quais notaram a criatividade do catálogo de Norwood. Estreou na 27ª posição da Billboard 200, vendendo 26,000 unidades em sua primeira semana. Fora dos Estados Unidos, "Who Is She 2 U"–o segundo single de Afrodisiac–foi lançada como single para promover a coletânea.

## Lançamento
Em 1 de novembro de 2004, quatro meses após o lançamento de Afrodisiac, seu quarto álbum de estúdio com a Atlantic Records, a publicitária de Brandy, Courtney Barnes, anunciou que a cantora havia solicitado e recebido uma liberação incondicional de seu contrato de gravação com a gravadora, sua gravadora musical desde 1994, tendo em vista que Norwood estava em "um lugar onde [ela quer] alguma mudança em sua vida [e] queria seguir em frente" musicalmente. Brandy foi posteriormente convidada a completar seu contrato com o lançamento de uma coleção de grandes sucessos, um plano que ela considerou um verdadeiro elogio e vitrine para seu desenvolvimento como artista de gravação ao longo de dez anos. "Estou muito orgulhosa disso", disse Brandy sobre a coletânea no ano seguinte. “Quando você tem a chance de dar um passo atrás, você percebe todas essas grandes coisas que você fez e todas essas ótimas pessoas com quem você trabalhou. ainda estou indo". Além disso, Norwood declarou sua satisfação com a conclusão de sua era com a Atlantic: "Eu apenas pensei que era uma ótima ideia - juntar 18 músicas do melhor de tudo que eu fiz me fez sentir muito bem. E também, está me dando uma razão para seguir em frente de tudo o que fiz. Estou empolgada em lançá-lo e também deixá-la para trás".

## Recepção da crítica
The Best of Brandy recebeu críticas geralmente favoráveis dos críticos musicais. Andy Kellman da AllMusic deu à compilação quatro e meia de cinco estrelas e comentou que "o disco é direto e bastante completo em sua composição, compilando quase todos os singles de Brandy nas paradas, [e] embora os dois últimos álbuns evidentemente não produziram grandes singles, eles são tão fortes e frescos quanto os dois primeiros - então este conjunto, ao contrário de tantas outras antologias de seus contemporâneos, dificilmente confirma a diminuição da criatividade ou popularidade". Thomas Inskeep da revista Stylus elogiou que Norwood "ajudou a trilhar os altos e baixos, especialmente os altos, com seus singles tão frescos/tão limpos de singles matadores. Agora que eles estão reunidos assim, é como minha cápsula do tempo pessoal. Um brinde a mais uma década, Brandy. Como Aaliyah cantava, você é mais do que uma mulher, e o cenário pop/R&B é mais rico por sua presença nele. Obrigado". Ele deu ao álbum uma classificação "A".
Em sua crítica para a revista Slant, Sal Cinquemani criticou tanto a Warner Music quanto a Atlantic por "estragar a promoção de seu último álbum de estúdio [Afrodisiac]" e a saída subsequente de Norwood. Ele foi, no entanto, positivo com a lista de faixas do álbum, afirmando: "A coleção é coroada com faixas que não são de álbuns, como o hit "Sittin' Up in My Room" e covers de "Rock with You" de Michael Jackson e de "Another Day in Paradise" de Phil Collins, que, embora não seja exatamente um trabalho de amor para a antiga gravadora de Brandy, faz de The Best of Brandy um item obrigatório para os fãs mais fiéis de Moesha. Ele deu à compilação três e meia de cinco estrelas.

## Performance comercial
Nos Estados Unidos, The Best of Brandy estreou na 27ª posição da Billboard 200 e na 11ª posição da Top R&B/Hip-Hop Albums, vendendo 26,000 unidades em sua primeira semana. Internacionalmente, a coletânea entrou no top 30 apenas na Austrália e no Reino Unido, onde alcançou as posições de número 25 e 24 respectivamente, mas não obteve grande duração nas paradas. Em adição, o álbum atingiu a 92ª posição da parada European Top 100 Albums. A coletânea recebeu o certificado de prata pela British Phonographic Industry (BPI) em setembro de 2019, pelas mais de 60,000 cópias vendidas no Reino Unido.
A coletânea foi lançada em vinil pela primeira vez em 11 de fevereiro de 2022. Consequentemente, em 18 de fevereiro de 2022, a coletânea entrou no top 40 da parada de álbuns de hip hop e R&B do Reino Unido, na 17ª posição.

## Lista de faixas
| The Best of Brandy – Edição norte-americana |                                                                   |                                                                                         |                                  |         |  |
| N.º                                         | Título                                                            | Compositor(es)                                                                          | Producer(s)                      | Duração |  |
| 1.                                          | "Baby"                                                            | Keith Crouch Kipper Jones Rahsaan Patterson                                             | Crouch                           | 4:19    |  |
| 2.                                          | "Best Friend"                                                     | Crouch Glenn McKinney                                                                   | Crouch                           | 4:28    |  |
| 3.                                          | "I Wanna Be Down"                                                 | Crouch Kipper Jones                                                                     | Crouch                           | 4:09    |  |
| 4.                                          | "Brokenhearted" (dueto com Wanya Morris)                          | Crouch Jones                                                                            | Crouch Soulshock & Karlin [a]    | 4:45    |  |
| 5.                                          | "Angel in Disguise"                                               | LaShawn Daniels Traci Hale Fred Jerkins III Rodney Jerkins Isaac Philips Nycolia Turman | Darkchild                        | 4:48    |  |
| 6.                                          | "The Boy Is Mine" (dueto com Monica)                              | LaShawn Daniels F. Jerkins R. Jerkins Brandy Norwood                                    | Dallas Austin Darkchild Brandy   | 4:00    |  |
| 7.                                          | "Almost Doesn't Count"                                            | Shelly Peiken Guy Roche                                                                 | F. Jerkins Roche                 | 3:39    |  |
| 8.                                          | "Top of the World" (feat. Mase)                                   | Mason Betha Daniels Hale F. Jerkins R. Jerkins Phillips Turman                          | Darkchild Brandy [a]             | 4:41    |  |
| 9.                                          | "U Don't Know Me (Like U Used To)" (featuring Shaunta & Da Brat)  | Sean Bryant Paris Davis R. Jerkins Norwood Phillips                                     | Darkchild Brandy [a]             | 4:00    |  |
| 10.                                         | "Have You Ever?"                                                  | Diane Warren                                                                            | David Foster                     | 3:34    |  |
| 11.                                         | "Full Moon"                                                       | Mike City                                                                               | City Brandy [b]                  | 3:53    |  |
| 12.                                         | "What About Us?"                                                  | Daniels R. Jerkins Norwood Nora Payne Kenisha Pratt                                     | Darkchild Brandy [b] Daniels [b] | 4:14    |  |
| 13.                                         | "Who Is She 2 U"                                                  | Candice Nelson Timothy Mosley Walter Millsap III                                        | Timbaland Brandy [b]             | 4:43    |  |
| 14.                                         | "Talk About Our Love" (feat. Kanye West)                          | Claude Cave II Harold Lilly West Carlos Wilson Louis Wilson Ricardo Wilson              | West Brandy [b]                  | 3:34    |  |
| 15.                                         | "Sittin' Up in My Room"                                           | Kenneth Edmonds                                                                         | Babyface                         | 5:00    |  |
| 16.                                         | "Rock with You" (with Heavy D)                                    | Rod Temperton                                                                           | Quincy Jones QD III              | 4:09    |  |
| 17.                                         | "Another Day in Paradise" (dueto com Ray J)                       | Phil Collins                                                                            | Roche                            | 4:32    |  |
| 18.                                         | "I Wanna Be Down (Remix)" ((feat. Queen Latifah, Yo-Yo e MC Lyte) | Crouch Jones                                                                            | Crouch                           | 4:16    |  |

| The Best of Brandy – Edição digital norte-americana |                                                                   |         |  |
| N.º                                                 | Título                                                            | Duração |  |
| 15.                                                 | "Another Day in Paradise" (dueto com Ray J)                       | 4:32    |  |
| 16.                                                 | "I Wanna Be Down (Remix)" ((feat. Queen Latifah, Yo-Yo e MC Lyte) | 4:16    |  |
| 17.                                                 | "The Boy Is Mine (Remix)" (feat. Shaunta)                         | 4:50    |  |
| 18.                                                 | "Sittin' Up in My Room"                                           | 5:00    |  |

| The Best of Brandy – Edição internacional |                                                                      |                                             |                          |         |  |
| N.º                                       | Título                                                               | Compositor(es)                              | Producer(s)              | Duração |  |
| 1.                                        | "The Boy Is Mine" (dueto com Monica)                                 |                                             |                          | 4:00    |  |
| 2.                                        | "Top of the World" (feat. Mase)                                      |                                             |                          | 4:41    |  |
| 3.                                        | "Another Day in Paradise" (dueto com Ray J)                          |                                             |                          | 4:32    |  |
| 4.                                        | "Who Is She 2 U"                                                     |                                             |                          | 4:43    |  |
| 5.                                        | "Afrodisiac"                                                         | Mosley Phillips Kenisha Pratt Kenneth Pratt | Timbaland Brandy [a]     | 3:48    |  |
| 6.                                        | "Never Say Never"                                                    | Bryant Davis R. Jerkins Norwood Phillips    | Darkchild Brandy [a]     | 5:09    |  |
| 7.                                        | "I Wanna Be Down (Remix)" (feat. Queen Latifah, Yo-Yo e MC Lyte)     |                                             |                          | 4:16    |  |
| 8.                                        | "Sittin' Up in My Room"                                              |                                             |                          | 4:51    |  |
| 9.                                        | "U Don't Know Me (Like U Used To) [Remix]" (feat. Shaunta e Da Brat) |                                             |                          | 4:00    |  |
| 10.                                       | "Almost Doesn't Count"                                               |                                             |                          | 3:39    |  |
| 11.                                       | "Baby"                                                               |                                             |                          | 4:19    |  |
| 12.                                       | "Full Moon" (Cutfather & Joe Remix)                                  |                                             | City Cutfather & Joe [a] | 3:53    |  |
| 13.                                       | "What About Us?"                                                     |                                             |                          | 4:14    |  |
| 14.                                       | "Talk About Our Love"                                                |                                             |                          | 3:34    |  |
| 15.                                       | "Brokenhearted" (dueto com Wanya Morris)                             |                                             |                          | 4:45    |  |
| 16.                                       | "Have You Ever?"                                                     |                                             |                          | 3:34    |  |
| 17.                                       | "Missing You" (com Tamia, Gladys Knight e Chaka Khan)                | Gordon Chambers Barry Eastmond              | Eastmond                 | 4:13    |  |
| 18.                                       | "Rock with You" (com Heavy D)                                        |                                             |                          | 4:09    |  |

| The Best of Brandy – Edição digital internacional |                                                                      |             |         |  |
| N.º                                               | Título                                                               | Producer(s) | Duração |  |
| 8.                                                | "U Don't Know Me (Like U Used To) [Remix]" (feat. Shaunta e Da Brat) |             | 4:00    |  |
| 9.                                                | "Almost Doesn't Count"                                               |             | 3:39    |  |
| 10.                                               | "Baby"                                                               |             | 4:19    |  |
| 11.                                               | "Full Moon" (Cutfather & Joe Remix)                                  |             | 3:53    |  |
| 12.                                               | "What About Us?"                                                     |             | 4:14    |  |
| 13.                                               | "Talk About Our Love"                                                |             | 3:34    |  |
| 14.                                               | "Brokenhearted" (dueto com Wanya Morris)                             |             | 4:45    |  |
| 15.                                               | "Have You Ever?"                                                     |             | 3:34    |  |
| 16.                                               | "Missing You" (com Tamia, Gladys Knight e Chaka Khan)                |             | 4:13    |  |

## Equipe e colaboradores
Créditos adaptados do encarte de The Best of Brandy.
| - Dallas Austin – produtor - Babyface – produtor - Liz Barrett – assistente de projeto - Marc Baptiste – fotógrafo - Mike City – produtor - Phil Collins – compositor - Keith Crouch – produtor - Sara Cumings – direção de arte, design - LaShawn Daniels – compositor - Ginger Dettman – assistente de projeto - Malia Doss – assistente de projeto - Mike Engstrom – gerente de produto - Roger Erickson – capa, fotografia - Alan Fletcher – assistente de projeto - David Foster – produção - Annaliese Harmon – assistente de projeto - Dan Hersch – remasterização - Jacqueline Hilliard – composição | - Robin Hurley – assistente de projeto - Bill Inglot – remasterização - Fred Jerkins III – produtor - Rodney Jerkins – produtor - Kipper Jones – produtor - Quincy Jones – produtor - Johnny de Mairo – produtor - Jonathan Mannion – fotografia - Mark McKenna – assistente de projeto - Sonja Norwood – gerenciamento - Quincy Jones III – produtor - Ray J – performer - Guy Roche – produtor - Timbaland – produtor - Becky Wagner – assistente de projeto - Kanye West – produtor - Corey Williams – assistente de projeto - Steve Woolard – assistente de projeto |

## Tabelas musicais
| Chart (2005)                            | Peak position |
| --------------------------------------- | ------------- |
| Austrália (ARIA)                        | 25            |
| European Top 100 Albums (Billboard)     | 92            |
| Escócia (Official Scottish Albums)      | 68            |
| Japanese Albums (Oricon)                | 28            |
| Reino Unido (Official Albums Chart)     | 24            |
| Reino Unido (UK R&B Albums Chart)       | 14            |
| Estados Unidos (Billboard 200)          | 27            |
| Estados Unidos (Top R&B/Hip Hop Albums) | 11            |